# يوشيتوشي آبي
يوشيتوشي آبي (باليابانية: 安倍吉俊) هو كاتب ورسام ياباني، يعمل في مجال المانغا والأنمي، ولد في 3 أغسطس 1971، وقد حصل على شهادة الماجستير من جامعة طوكيو الوطنية للفنون والموسيقا، وقد كانت بداية مسيرته المهنية في طوكيو في فترة مراهقته كفنان كتابة على الجدران والذي أدخله بعدة مشاكل قانونية لهذا، ويقال إن أعماله التي صنعها في إطار مسيرته كمانغاكا قد كانت مستوحاة من تلك الفترة من حياته، أكثر ما يميز أعماله هو أسلوبه المميز في تصميم الشخصيات.

## الأعمال

### أنمي
- سيريال اكسبيرمنت لاين
- هايبانه رينمه
- Texhnolyze
- NieA Under 7
- RErideD: Tokigoe no Derrida

### الأعمال الأخرى
- رسام لايت نوفل Phenomeno وللعبة التي تحمل نفس الاسم
- رسام لايت نوفل All You Need Is Kill المقتبسة من مانغا تحمل نفس الاسم
- رسام لايت نوفل Welcome to the N.H.K المقتبسة من مانغا تحمل نفس الاسم
- العديد من أعمال الدوجينشي التي لم تحصل على ذاك الصيت.

## روابط خارجية
- يوشيتوشي آبي على موقع IMDb (الإنجليزية)
- يوشيتوشي آبي على موقع ألو سيني (الفرنسية)
- يوشيتوشي آبي على موقع ميوزك برينز (الإنجليزية)
- يوشيتوشي آبي على موقع قاعدة بيانات الفيلم (الإنجليزية)
- يوشيتوشي آبي على موقع كينوبويسك (الروسية)
- يوشيتوشي آبي على موقع ANN person (الإنجليزية)